# The Dutchess
The Dutchess es el álbum de estudio debut en solitario de la cantautora y rapera estadounidense Fergie. Fue lanzado a través de A&M Records y will.i.am Music Group el 13 de septiembre de 2006. El álbum se grabó entre la gira de Black Eyed Peas en 2005, y las canciones fueron escritas en los ocho años previos a su lanzamiento. Fergie quería crear un álbum autobiográfico que fuera más íntimo entre ella y el oyente. Musicalmente, experimenta con diferentes géneros musicales, incluyendo pop, hip hop, R&B, reggae, punk rock y soul. Líricamente, contiene temas sobre la crítica, el amor y su adicción a las drogas.
"The Dutchess" alcanzó el número dos en la lista Billboard 200 de Estados Unidos y fue elogiada por la crítica musical por su producción y la voz de Fergie, pero algunos criticaron su letra y consideraron que el material no era lo suficientemente potente para su voz. Desde entonces, se ha considerado un álbum pop influyente de la década del 2000. Fue certificado cinco veces disco de platino por la Asociación de la Industria Discográfica de Estados Unidos (RIAA) y platino por la Industria Fonográfica Británica (BPI), y ha vendido 12 millones de copias en todo el mundo. Fue nominada a los Premio Grammy por la Mejor Interpretación Vocal Pop Femenina ("Big Girls Don't Cry") y los Premios Juno de 2008 al Álbum Internacional del Año, entre otros galardones.
The Dutchess es uno de los álbumes más vendidos de la década del 2000, impulsado por cinco sencillos que batieron varios récords. "Big Girls Don't Cry", "Glamorous" y "London Bridge" encabezaron el Billboard Hot 100, y "Clumsy" y "Fergalicious" aparecieron entre los cinco primeros, convirtiendo a Fergie en la segunda mujer en lograr tres sencillos en la cima del Billboard Hot 100 de un álbum. Esos sencillos también vendieron más de dos millones de descargas digitales individualmente en los Estados Unidos, estableciendo un récord en la era digital para la mayor cantidad de sencillos multiplatinos de un álbum, que Fergie mantuvo hasta 2012.

## Antecedentes y grabación
Tras diez años con la banda Wild Orchid, Fergie se unió al grupo de hip-hop The Black Eyed Peas en 2002, sustituyendo a Kim Hill y ocupando un lugar destacado en el grupo. El álbum debut de Fergie con la banda, Elephunk, marcó el gran avance del grupo, con los sencillos de éxito mundial "Where Is the Love?" y "Shut Up", vendiendo más de 8 millones de copias en todo el mundo y recibiendo cuatro nominaciones al Grammy (y ganando una por la canción "Let's Get It Started"). Más tarde, mientras lanzaba su segundo trabajo con el grupo, el aún más exitoso Monkey Business (2005), que incluye los exitosos sencillos "Don't Phunk with My Heart" y "My Humps" (ambos recibieron un premio Grammy) y vendió 10 millones de copias en todo el mundo, la cantante anunció que ella y los otros miembros del grupo estaban trabajando en proyectos en solitario, y que su álbum debut se anunció para 2006. En una entrevista para Jam! Canoe, Fergie afirmó: "Hemos estado trabajando en ello, Will y yo", dice, "Estoy muy contenta con el resultado, pero después de Elephunk sentimos que necesitábamos hacer otro disco de los Black Eyed Peas". Respecto a la dirección musical del álbum, comentó: "Será una mirada más profunda a quién soy. En cuanto al sonido, será ecléctico como los Peas, pero podré experimentar con más sonidos de mi voz. A veces me gusta usar mi voz como instrumento y podré demostrarlo en este álbum".

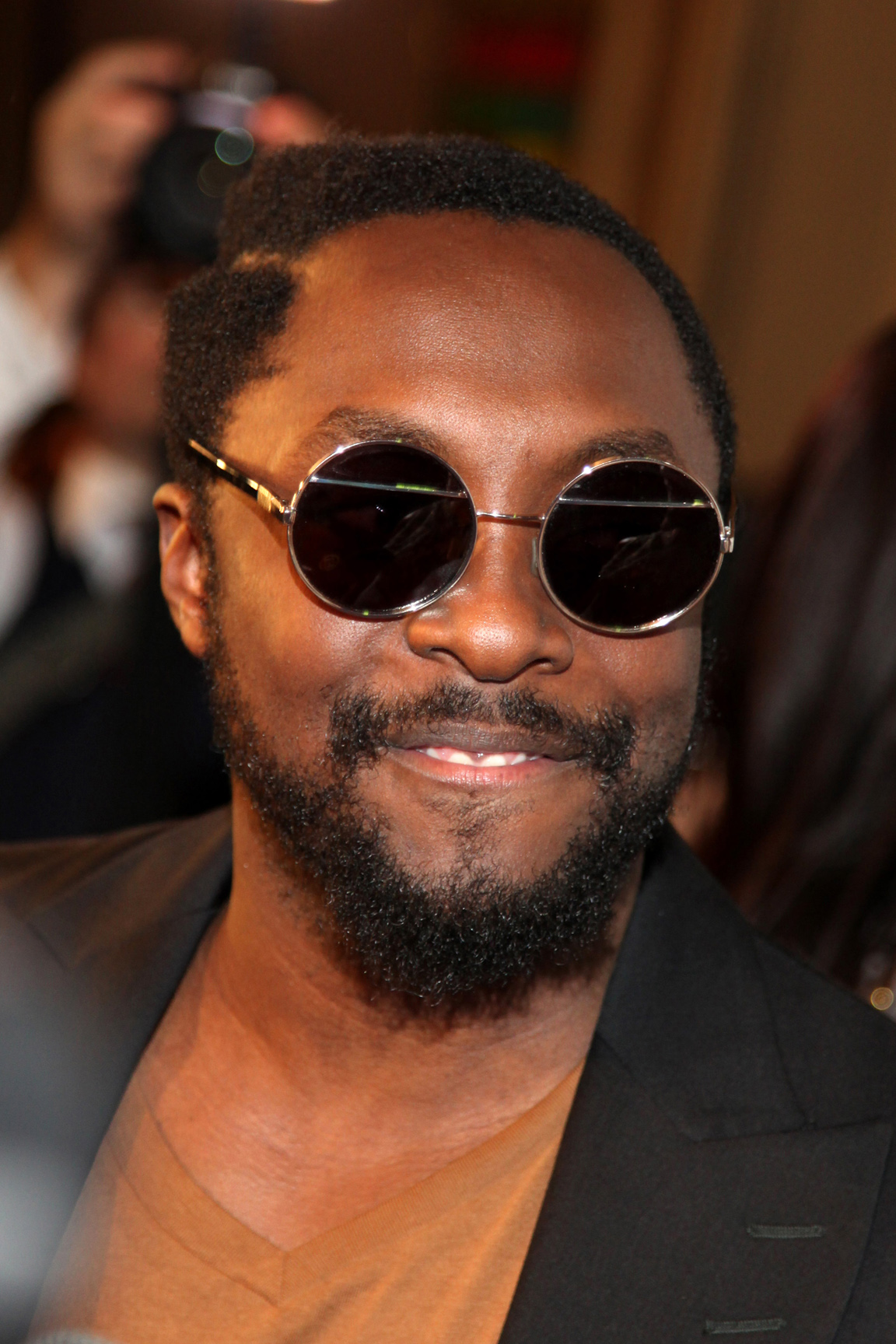
will.i.am, miembro y lider de The Black Eyed Peas, es el productor ejecutivo del álbum y produjo ocho canciones.

The Dutchess se grabó inicialmente en 2005, como parte de la promoción del álbum de The Black Eyed Peas Monkey Business. Gran parte del álbum se grabó en el autobús de estudio de John Lennon mientras estaba de gira con la banda. Ella declaró: "Entrábamos un par de horas antes de subir al escenario y así fue como lo hicimos. Las canciones abarcan un período de siete años. Algunas se hicieron antes de que yo estuviera en los Black Eyed Peas; simplemente las actualizamos, y otras se hicieron en este lapso de un mes que nos tomamos de vacaciones de gira, algo muy inusual para nosotros. Will y yo nos mudamos a un estudio en Malibú llamado Morningview. Es como un rancho. Era muy sereno, todo lo contrario al caos de las giras. Pasaba mucho tiempo sola, algo que no me pasa en las giras, así que pude encontrar estas emociones un poco más profundas que la superficie. [Por ejemplo], The Makeup Song (All That I Got) y Velvet son muy íntimas en cuanto a letra y sentimiento. Quería que [esta última] sonara como terciopelo, muy suave, y quería que fuera sensual".

Según Fergie, las canciones del álbum son "de un período de siete años, pero [el director ejecutivo de Interscope] Jimmy Lovine escuchó algunas [pistas] y dijo: Esto es genial, vamos a publicarlo. Uno de los productores ejecutivos del álbum y compañero miembro de Black Eyed Peas will.i.am declaró que estaba "escribiendo sobre sus luchas personales y dejando atrás sus demonios y feminidad". Poder. [Es] su canto para que las jóvenes sean fuertes y lo que están pasando en la vida, simplemente creciendo en este mundo de incertidumbre." Ludacris, John Legend, B Real de Cypress Hill y Rita Marley, la viuda de Bob Marley, también fueron confirmadas para el álbum. B Real iba a aparecer en un tema titulado "Thriller Man", un homenaje a "How I Could Just Kill a Man" de Cypress Hill. B Real declaró: "Es muy excitante. Básicamente, tomó la canción, le dio un giro a la historia para adaptarla a su estilo y le dio un toque femenino. Hizo el mismo estribillo, incluso usó mi mismo estilo de rima, pero la cantó ella misma. Es difícil de describir, simplemente hay que escucharla; le hizo justicia".  Sin embargo, "Thriller Man" no se incluyó en el álbum. Ron Fair y DJ Mormile también fueron los productores ejecutivos del álbum, y Fair, presidente de Geffen Records, expresó: "Una vez que la gente obtenga este álbum y escuche de lo que es capaz como cantante y compositora, creo que es entonces cuando se le va a volar el techo". Eso es cuando no es solo una chica pop insignificante haciendo éxitos desechables". También se anunció que el álbum incluiría samples de Little Richard, The Commodores y The Temptations.

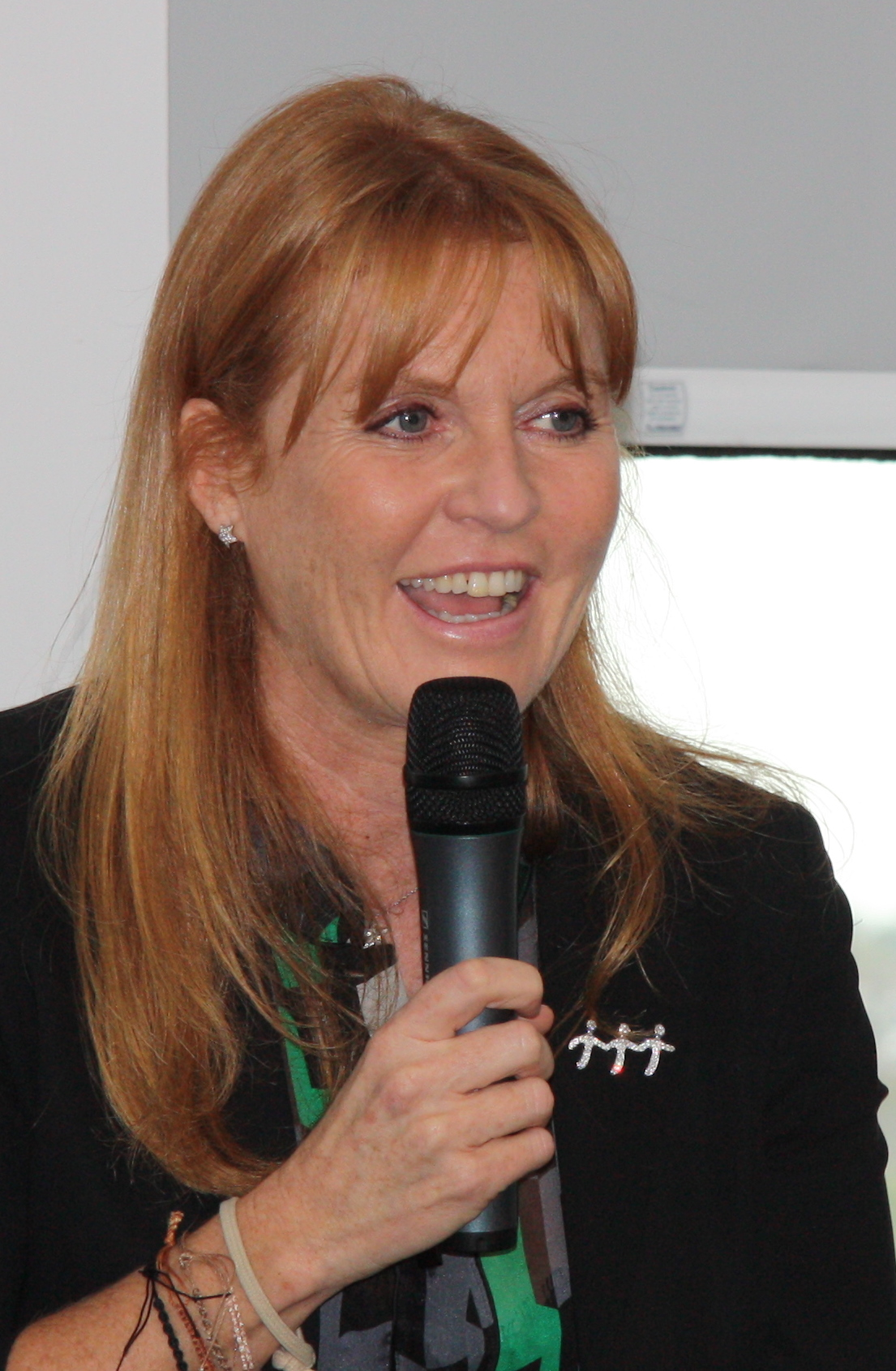
El título del álbum, "The Dutchess", es un juego de palabras con referencia a la Duquesa de York. (en la foto de 2008).

El título del álbum, "The Dutchess", deriva del título nobiliario "Duquesa de York", ya que Fergie (derivado de su apellido "Ferguson") y Sarah Ferguson, la verdadera duquesa de York, comparten apellido y apodo. El título del álbum atrajo la atención de los medios, y Sarah Ferguson comentó: "Automáticamente, todo el mundo en Estados Unidos piensa que soy Fergie, la mujer más hermosa del mundo, de Black Eyed Peas. [...] ¿Sabes?, la llamé para hablarle de eso". Dije: "Fergie, soy Fergie... Ahora que has hecho esto, tienes que cantar en un concierto para mi fundación Children in Crisis". Fergie luego comentó sobre su título: "Si te fijas, en la portada del álbum dice Fergie as the Dutchess porque quería que cada canción fuera un póster de película. Pero como "London Bridge" tuvo un éxito tan rápido, tuvimos que terminarlo todo, así que solo la mitad de las canciones del álbum tienen como tema los carteles de películas. Por ejemplo, en "Fergalicious", sostengo una piruleta; es bastante cursi y adorable. Todas las fotos fueron tomadas por Ellen von Unwerth en París, así que muchas son muy al estilo de Brigitte Bardot.

## Composición y temas
Según el sitio web del periódico The Age, "The Dutchess ofrece una Fergie más introspectiva, una mujer dispuesta a hablar de sus amores, sus críticos y su antigua adicción a la metanfetamina (Metanfetamina)". Fergie explicó en una entrevista de preguntas y respuestas para Billboard que: "Este [álbum] es una reflexión completa. No es solo un verso o una frase. Es mi sentimiento y emoción completos. Creo que la gente se sorprenderá porque aún no conocen ese lado sensible de mí. También me gusta experimentar con diferentes tonos de voz, y quería que el álbum fuera realmente colorido". Explicó además el concepto del álbum: "No podría haber escrito hoy las canciones que escribí hace cinco años, porque no sentía eso, así que por eso estoy tan emocionada con esto, porque Este disco es una mezcla de emociones. Y es muy autobiográfico. Todas las canciones de amor tratan, sin duda, sobre diferentes novios que he tenido. He decidido no mencionar cuáles tratan sobre quién, por respeto a la gente, pero hay rupturas, reconciliaciones, relaciones disfuncionales. También hay problemas con mi adicción a las sustancias, mucha vulnerabilidad que creo que la gente no ha visto en mí en los Black Eyed Peas.
Respecto al sonido del álbum, Fergie explicó: "Es un álbum muy colorido. Hay dub, reggae, hay temas como Temptations, una banda que vi en concierto cuando tenía 10 años. Está el estilo low rider, oldie, que revisitamos y que me inspiró mucho en el instituto. Está ese toque punk-rock, muy crudo". rock and roll, despeinarse, sudar todo lo que se quiera, no sentirse bien en el escenario... ese aspecto. Tiene un toque de jazz. Simplemente estamos locos." "Cada canción tiene su propia personalidad", explicó. Usan diferentes partes de mi voz y eso es lo que quiero expresar, porque es divertido. Hace que el álbum sea menos aburrido para mí y espero que también para los demás. Según The Age, el álbum contiene "de todo, desde canciones románticas hasta pop vibrante, reggae e incluso techno", lo que representa sus amplias influencias musicales. Andy Kellman de AllMusic señaló que el álbum tiene "hip-hop retro, soul retro, reggae, ska-punk, scat, un ligero tono a medio tiempo con un toque romántico y una balada elegante con mucha cuerda".
"No pretendo ser una MC de batalla", dice. "No es a eso a lo que me refiero". Esto es simplemente un homenaje a artistas como Roxanne Shanté, Monie Love, Salt-n-Pepa, JJ. Fad: mujeres a las que admiraba. A Fergie le encanta el hip-hop, pero siempre se ha sentido forastera. "En la secundaria me fascinaba el rap gangsta", dice, saboreando una caipiriña. "Vivía en las afueras, pero tenía algunos atisbos de mi vida. Escucho todas las historias sobre lo que pasaba en el Este de Los Ángeles y el Centro Sur, viéndolo desde fuera. Creo que vengo de toda una generación de eso. Por eso mucha gente puede identificarse conmigo, porque ellos también lo vivieron. Lo vieron, pero no lo vivieron realmente. Así que no hubo ninguna de las consecuencias negativas de las armas y todo eso. Fue simplemente interesante y sexy."

### Música y letras
El álbum comienza con "Fergalicious", una canción de electrónica, hip hop y música dance, que, según el coautor, productor e invitado especial, will.i.am, muestra a Fergie "simplemente siendo atrevida y haciendo alarde de su talento desde una perspectiva femenina fuerte, rindiendo homenaje a Salt-N-Pepa". También la calificó como "la hermana de [el éxito de Black Eyed Peas] My Humps". Fergie declaró: "En Fergalicious, emulé al [trío femenino de rap de los 80] J.J. Fad y sampleé la canción de "Give It All You Got" de Afro-Rican. Líricamente, la canción usa metáforas culinarias para describir lo sabrosa que es la cantante. "Clumsy" sigue, con will.i.am comparando la canción con "Leader of the Pack" de Shangri-Las con un ritmo de barrio, guitarras y coristas. Líricamente, Fergie "tropeza, tropieza, da vueltas, titubea" después de ser alcanzada por la flecha de Cupido. En "All That I Got (the Make-Up Song)", ella quiere un chico que la ame por algo más que su apariencia exterior, con la cantante preguntando, "¿Me amarías/Si no hiciera ejercicio/O no cambiara mi cabello natural?" "London Bridge" fue coescrita por Sean Garrett y producida por Polow da Don e incluye insinuaciones sexuales. Fue descrita como "una canción de club que solo toca ligeramente letras personales sobre la fama y la celebridad" ("Es como si cada vez que me levanto con el tipo/ Los paparazzi pusieran mi negocio en las noticias", canta), con la cantante también amenazando con rociar con gas pimienta a los fotógrafos insistentes. Y presume. "Es una broma sobre ciertas cosas. La verdad es que no voy a rociar a los paparazzi con gas pimienta; no sé si saben eso de mí", dijo en una entrevista. En cuanto al título de la canción, afirmó: "Hay un par de cosas que podrían identificarse con ese título, pero lo dejaré a la imaginación de la gente".
"Pedestal" arremete contra blogueros de chismes como Perez Hilton que "se esconden tras las pantallas de ordenador", como señaló Sal Cinquemani de Slant Magazine, mientras que "Voodoo Doll" es una canción de reggae, con influencias del dub, donde Fergie habla de su pasado y de cómo superó esos demonios. Según Fergie, "Trata sobre mi lucha con la crystal meth. Hay una parte demoníaca con una voz completamente diferente a la del canto, y son casi dos voces. Soy yo luchando conmigo misma". "Glamorous" está producida nuevamente por Polow da Don y cuenta con la participación de Ludacris. Fue descrita como una canción de R&B con influencias del techno. Líricamente, habla de cómo la fama no le da amnesia sobre sus orígenes. "Here I Come" presenta una vez más a will.i.am y está hecha con la melodía de "Get Ready" de The Temptations." En "Velvet", Fergie invita a un hombre a compartir su cama. Como declaró Fergie, "Quería que sonara como terciopelo, muy suave, y quería que fuera sensual". La canción de pop/rock "Big Girls Don't Cry" habla de un romance que se desmorona. will.i.am admitió que "realmente impulsó mis habilidades de producción. Hice una producción tipo Edie Brickell:No soy consciente de muchas cosas, con las guitarras".
"Mary Jane Shoes" es una canción inspirada en el reggae, el ska-punk y el scat. Participan Rita Marley, la viuda de Bob Marley, y los I Threes. "Fue un gran honor para mí", dijo Fergie sobre la canción. "En esa canción, me toca interpretar a Bob Marley, lo cual es precioso". Continuó describiendo la canción como "un reggae ligero, y al final me acerco a un toque de punk-rock mosh, porque me encanta hacerlo, si alguna vez has visto mis actuaciones". will.i.am comentó: "Pasa del dub, con su interpretación de raíces, al ska-punk y termina con el jazz. Desde el punto de vista de la producción, fue divertido, alternando todos esos estilos". La melodía del estribillo guarda un parecido sorprendente con el estribillo de "No Woman, No Cry" de Marley. A la canción le sigue la balada "Losing My Ground", que habla de la desesperación, y el álbum cierra con "Finally", una balada con un toque ligeramente Broadway. Fue calificada como una "coda dramática con piano y cuerdas". Pista. Fue coproducida por John Legend, quien también toca el piano. Líricamente, reflexiona sobre lecciones aprendidas a las malas y decide que la vida es buena. Fergie explicó la canción con más detalle: "Finally es la última canción del álbum. Es piano, cuerdas y voz, interpretada por John Legend. Él coescribió esa canción. Es una balada atemporal que podrás tocar dentro de 30 años y seguirá siendo genial porque no se ajusta a ninguna época. Y es muy minimalista. Tuve la oportunidad de cantar, aunque no sobrecargué nada. Mi gusto es más bien resaltarla en ciertos momentos".

## Lanzamiento y promoción
The Dutchess se lanzó por primera vez el 13 de septiembre de 2006 en Japón y se lanzó en Estados Unidos, Canadá y Nueva Zelanda el 19 de septiembre de 2006. El 21 de septiembre de 2006, Fergie celebró una fiesta de lanzamiento del álbum, tras un día de promoción en radio y televisión. Su primera interpretación de "London Bridge" tuvo lugar en los MTV Video Music Awards de 2006, en el pre-show Red Carpet on the Rock. También fue a TRL, Today Show de NBC, So You Think You Can Dance y Late Show with David Letterman, interpretando el sencillo "London Bridge". También interpretó la canción durante el Fashion Rocks de 2006, donde lució un minivestido brillante. Posteriormente, su banda, The Black Eyed Peas, se unió a ella para interpretar el sencillo "Pump It". Fergie también fue a los Premios Billboard de la Música 2006, donde interpretó el sencillo "Fergalicious". En 2007, Fergie continuó la promoción del álbum, siendo parte de las AOL Sessions, Pepsi Smash Super Bowl Bash, Radio 1's Big Weekend, MuchMusic Video Awards, MTV Australia Video Music Awards de 2007, Concert for Diana, American Music Awards de 2007 y más. Para promover aún más el álbum, Fergie se embarcó en el Verizon VIP Tour, que comenzó el 8 de mayo de 2007.
En abril de 2008, se anunció que The Dutchess iba a ser relanzada, con la inclusión de "Labels or Love", que apareció por primera vez en la banda sonora de la película Sex and the City (2008), "Party People" de Nelly, "Barracuda" (una versión de Heart) y un remix de "Clumsy" con Soulja Boy. Junto con las cuatro pistas adicionales, el nuevo paquete incluye una ilustración exclusiva de Fergie en un póster desplegable, un cupón de descuento para mercancía y una opción de CD de conexión con contenido de video. Junto con las cuatro pistas adicionales, el nuevo paquete incluye una ilustración exclusiva de Fergie en un póster desplegable, un cupón de descuento para mercancía y una opción de CD de conexión con contenido de video. Se lanzó en la iTunes Store un EP con los cuatro temas de la edición de lujo, más una quinta canción, «Pick It Up». «The Dutchess Deluxe EP» debutó en el puesto número cuarenta y seis de la lista Billboard 200 de EE. UU., con 11.000 copias vendidas.

### Sencillos
"London Bridge" se lanzó como el sencillo principal del álbum el 18 de julio de 2006 en las estaciones de radio y el 7 de agosto de 2006, en la iTunes Store. La canción de pop urbano causó controversia debido a su letra de doble sentido, encabezando la Billboard Hot 100 (durante tres semanas) y las listas de Nueva Zelanda, además de llegar al top-ten en más de doce países. El video musical de la canción presenta a los miembros de The Black Eyed Peas y a Fergie en el Tower Bridge, entre otras escenas.
El siguiente sencillo, "Fergalicious", se lanzó el 23 de octubre de 2006. El tema, en el que colabora will.i.am, alcanzó el segundo puesto en la lista Billboard Hot 100 y el top 5 en Australia y Nueva Zelanda, aunque en Europa no llegó a alcanzar su máximo histórico. Su vídeo musical presenta a Fergie como Willy Wonka en una fábrica de dulces.
"Glamorous" fue lanzado como el tercer sencillo del álbum el 20 de febrero de 2007. La canción, en la que colabora Ludacris, se convirtió en el segundo sencillo número uno del álbum en Estados Unidos y también alcanzó el top 10 en más de siete países.
El cuarto sencillo, "Big Girls Don't Cry", se lanzó el 22 de mayo de 2007. La balada se convirtió en un gran éxito en todo el mundo, encabezando las listas de diez países, incluidos Australia, Canadá y Estados Unidos; También fue el sencillo más exitoso del álbum en Europa. El video musical de la canción presenta al actor estadounidense Milo Ventimiglia como su interés amoroso.
"Clumsy" fue entonces seleccionada para ser el quinto sencillo del álbum. Fue lanzado el 25 de septiembre de 2007 y se convirtió en un éxito entre los diez primeros en cinco países, incluyendo Australia y Estados Unidos, convirtiéndose en su quinto éxito consecutivo entre los cinco primeros en Estados Unidos. Su video musical muestra a Fergie enamorándose perdidamente en varios escenarios filmados con una pantalla verde.
"Finally" se lanzó como sexto y último sencillo en Estados Unidos y el Reino Unido el 18 de marzo de 2008. Se filmó un video musical para la canción, pero nunca se lanzó.
"Pick It Up" se lanzó como sencillo promocional exclusivamente en Japón el 1 de enero de 2007. La canción "Here I Come" se lanzó como sencillo promocional en Australia y Nueva Zelanda el 19 de enero de 2008. Alcanzó el top-cuarenta en ambos países. Llegó al top-cuarenta en ambos países.

## Recepción y legado
La respuesta crítica a The Dutchess fue mixta. En Metacritic, que asigna una calificación normalizada sobre 100 a las reseñas de los críticos tradicionales, el álbum ha recibido una puntuación promedio de 58, basada en 15 reseñas, lo que indica "críticas mixtas o promedio". "Big Girls Don't Cry" fue nominada al Premio Grammy a la Mejor Interpretación Vocal Pop Femenina. Leah Greenblatt escribió para Entertainment Weekly que "Aunque no todas las canciones son una joya, The Dutchess llega más lejos que la mayoría de los álbumes de divas contemporáneas", lo que demuestra que se ha ganado su independencia de Black Eyed, y tal vez incluso su nuevo título real". Bill Lamb de About.com estuvo de acuerdo y escribió que "es uno de los mejores debuts del año, [lo que] es lo suficientemente bueno como para cuestionar la sabiduría de Fergie de seguir con los Black Eyed Peas o considerar emprender su propio camino. [...] Aventurera, audaz y muy divertida, es una artista para disfrutar." Uncut lo llamó "uno de los discos más desenfrenadamente entretenidos y animados de 2006", mientras que Robert Christgau le dio al álbum un "corte selecto", elogiando los temas "Fergalicious" y "London Bridge". Kathryn Perry de The Boston Phoenix llamó al álbum "una colección ecléctica y bailable de hip-hop, R&B y creaciones pop", mientras que Rob Sheffield de Rolling Stone lo llamó "un debut solista descarado lleno de éxitos electrónicos al estilo de los ochenta". Dan Gennoe de Yahoo! Music vio el álbum como "un mixtape de R&B excepcionalmente aleatorio", pero percibió que si bien "está cargado de éxitos futuros y una imaginación asombrosa, también es fundamentalmente defectuoso".
En una reseña más tibia, Andy Kellman de AllMusic señaló que el álbum es "ligeramente entretenido, pero tremendamente exigente", y escribió que el álbum tiene "cambios aceptables, pero ninguno de ellos tiene un valor duradero (ni siquiera inmediato), con la posible excepción de la inexplicablemente absurda London Bridge". Sal Cinquemani de Slant Magazine analizó que "el álbum con demasiada frecuencia parece esforzarse por mostrar diversidad a expensas del arte", y también criticó las letras de la canción, escribiendo que "no profundizan mucho". Mike Joseph de PopMatters fue más negativo, observando que "suena como si hubiera sido impulsado quizás en un 10% por un artista y en un 90% por un grupo de enfoque. Fergie se pavonea, se pavonea, se queja, habla y rapea, pero el resultado es enlatado y estéril". Aunque expresó que "Fergie tiene el talento suficiente para competir con artistas como Gwen Stefani y Christina Aguilera", Norman Mayers de Prefix Magazine señaló que "el material de 'The Dutchess' no la llevará a esas alturas", mientras que Benjamin Boles de Now señaló que "habría sido mejor si hubieran cortado las canciones serias". Ann Powers de Los Angeles Times concluyó que "el problema es la propia duquesa. Fergie irradia un encanto natural, pero no puede seguir el ritmo de la música vertiginosa. Fuerza la emoción". En los temas más lentos y espectaculares, y en los provocativos, es como una gatita de dibujos animados.
Al analizar el álbum ocho años después de su lanzamiento, Jason Lipshutz de Billboard comentó: «Un éxito rotundo desde cualquier punto de vista, además de una parodia pop subestimada que presentó al mundo a una artista femenina valiente y singular que se había estado escondiendo a plena vista. Llegó, conquistó, y ocho años después, sigue sin tener éxito». [...] "Es un debut extraño y alocado, y uno de los más exitosos de este siglo. Fergie merece elogios retroactivos por un primer vistazo sin concesiones, y seguiremos escribiendo sabroso con una E en el medio."

## Rendimiento comercial

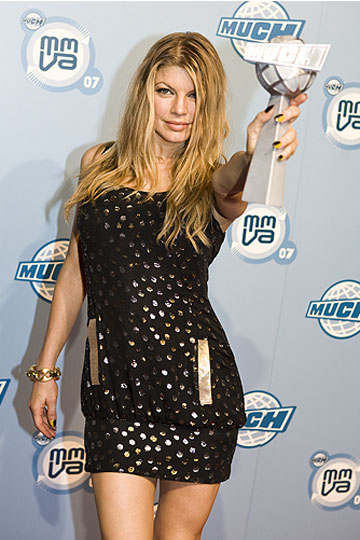
El álbum le valió a Fergie tres sencillos número uno en la lista Billboard Hot 100 de EE. UU., incluyendo dos canciones más entre las cinco mejores.

The Dutchess debutó en el número tres de la lista Billboard 200 de EE. UU. con 142.000 copias vendidas en su primera semana. Más tarde cayó al número nueve, vendiendo 74.000 copias. Después de cuatro semanas cayendo en las listas, The Dutchess se convirtió en el "mayor ganador" de la semana que terminó el 18 de noviembre de 2006, subiendo del puesto veintiuno al catorce. En 2007, el álbum se mantuvo dentro del top-twenty, mientras que en marzo siguió subiendo, debido al éxito de su sencillo "Glamorous", que estaba dentro del top-ten en ese momento. En mayo, el álbum continuó su éxito, convirtiéndose una vez más en el "mayor ganador", alcanzando el número doce en la semana que terminó el 5 de mayo de 2007. Después del Concierto para Diana, en el que actuó Fergie, el álbum alcanzó el puesto número once, convirtiéndose por tercera vez en el "mayor ganador de la semana". Una semana más tarde, el álbum volvió a entrar en la cima con la ayuda del sencillo "Big Girls Don't Cry", ascendiendo al número ocho en su cuadragésima tercera semana en la lista con 50.000 copias. La canción siguió subiendo posiciones las semanas siguientes, manteniéndose en el número seis durante dos semanas, con ventas de 50.000 y 56.000 copias, respectivamente. Más tarde cayó al número nueve con ventas de 53.000 copias, y subió a los números 8 y 7 en las semanas siguientes. Después de cincuenta y una semanas en la lista, The Dutchess alcanzó un nuevo pico en la lista estadounidense Billboard 200, subiendo al número dos con ventas de 49.000 copias. Pasó noventa y cuatro semanas en la lista de álbumes y vendió 3,9 millones de copias, según Nielsen SoundScan.
En el Reino Unido, debutó en el puesto veintisiete y finalmente alcanzó el puesto dieciocho, permaneciendo treinta semanas en la lista. Posteriormente, la Industria Fonográfica Británica (BPI) lo certificó platino por vender más de 300.000 copias. En las Australia, el álbum debutó en el puesto trece, antes de ascender al número diez. El álbum siguió bajando en las listas, antes de volver al puesto treinta y cinco el 13 de mayo de 2007. Volvió al top-ten con el éxito de «Big Girls Don't Cry», que impulsó el álbum a la cima hasta alcanzar el número uno durante cuatro semanas consecutivas. Ha vendido más de 210.000 copias y fue certificado triple platino por la Australian Recording Industry Association, permaneciendo sesenta y dos semanas entre los cincuenta mejores del país y veintiuna semanas entre los diez mejores. El álbum también recibió certificaciones de platino en Canadá, Japón, Nueva Zelanda, Polonia y Rusia. Ha vendido más de doce millones de copias en todo el mundo.
The Dutchess se convirtió en uno de los álbumes de mayor éxito comercial de 2006 y 2007, con cinco éxitos entre los cinco primeros puestos en Estados Unidos. Cuando se lanzó el cuarto sencillo del álbum, "Big Girls Don't Cry", se convirtió en la primera artista femenina con tres números uno de un álbum desde Christina Aguilera en 2000. En Estados Unidos, con el quinto sencillo "Clumsy" subiendo a la lista de los diez primeros, Fergie consiguió su quinto éxito entre los cinco primeros, convirtiéndose en el primer álbum en producir cinco sencillos entre los cinco primeros en el siglo XXI, siendo superada solo en 2010 por Katy Perry con su segundo álbum de estudio Teenage Dream. El álbum también estableció un nuevo récord en la era digital para la mayor cantidad de sencillos multiplatino de un álbum, con cada sencillo vendiendo más de dos millones de descargas digitales en los Estados Unidos. Fergie mantuvo este récord hasta 2012, cuando Katy Perry la superó nuevamente, logrando seis sencillos multiplatino con su álbum Teenage Dream (2010). Fergie también tuvo cinco éxitos consecutivos entre los cinco primeros en Australia, convirtiéndose en la segunda artista en lograr la hazaña con un álbum debut; la primera artista en hacerlo fue Delta Goodrem con su álbum de 2003, Innocent Eyes, que tuvo cinco números uno consecutivos.

## Lista de canciones
| The Dutchess – Standard edition |                                                           |                           |          |  |
| N.º                             | Título                                                    | Producer(s)               | Duración |  |
| 1.                              | «Fergalicious» (con will.i.am)                            | will.i.am                 | 4:52     |  |
| 2.                              | «Clumsy»                                                  | will.i.am                 | 4:00     |  |
| 3.                              | «All That I Got (The Make Up Song)» (con will.i.am)       | Harris will.i.am Ron Fair | 4:05     |  |
| 4.                              | «London Bridge»                                           | Polow da Don              | 4:01     |  |
| 5.                              | «Pedestal»                                                | Board                     | 3:22     |  |
| 6.                              | «Voodoo Doll»                                             | will.i.am                 | 4:23     |  |
| 7.                              | «Glamorous» (con Ludacris)                                | Polow da Don              | 4:08     |  |
| 8.                              | «Here I Come» (con will.i.am)                             | will.i.am                 | 3:21     |  |
| 9.                              | «Velvet»                                                  | will.i.am Pajon Jr.       | 4:53     |  |
| 10.                             | «Big Girls Don't Cry»                                     | will.i.am Fair            | 4:28     |  |
| 11.                             | «Mary Jane Shoes» (con Rita Marley & I-Three)             | will.i.am                 | 3:55     |  |
| 12.                             | «Losing My Ground»                                        | Boldt Fair                | 4:08     |  |
| 13.                             | «Finally» (con John Legend)                               | Legend Fair Ridel         | 4:52     |  |
| 14.                             | «Israel Nights (Maybe We Can Take a Ride)» (hidden track) |                           | 3:34     |  |
| 58:00                           |                                                           |                           |          |  |

| The Dutchess – North American iTunes Store edition (bonus tracks) |                |             |          |  |
| N.º                                                               | Título         | Producer(s) | Duración |  |
| 15.                                                               | «Close to You» |             | 4:26     |  |
| 16.                                                               | «Paradise»     | will.i.am   | 4:28     |  |
| 66:34                                                             |                |             |          |  |

| The Dutchess – North American iTunes Store pre-order and re-uploaded edition (bonus track) |           |                |          |  |
| N.º                                                                                        | Título    | Producer(s)    | Duración |  |
| 17.                                                                                        | «Wake Up» | will.i.am Fair | 3:03     |  |

| The Dutchess – International standard edition (bonus track) |                                                           |             |          |  |
| N.º                                                         | Título                                                    | Producer(s) | Duración |  |
| 14.                                                         | «Get Your Hands Up» (con The Black Eyed Peas)             | Noizetrip   | 3:33     |  |
| 15.                                                         | «Israel Nights (Maybe We Can Take a Ride)» (hidden track) |             | 3:34     |  |

| The Dutchess – Australian and British standard edition and deluxe international edition (bonus tracks) |                                                           |                |          |  |
| N.º | Título                                                    | Producer(s)    | Duración |  |
| 15. | «Wake Up»                                                 | will.i.am Fair | 3:03     |  |
| 16. | «Israel Nights (Maybe We Can Take a Ride)» (hidden track) |                | 3:34     |  |

| The Dutchess – Japanese standard edition (bonus tracks) |                                                           |             |          |  |
| N.º                                                     | Título                                                    | Producer(s) | Duración |  |
| 16.                                                     | «Paradise»                                                | will.i.am   | 4:28     |  |
| 17.                                                     | «Israel Nights (Maybe We Can Take a Ride)» (hidden track) |             | 3:34     |  |

| The Dutchess – Japanese limited deluxe edition (bonus track) |        |             |          |  |
| N.º                                                          | Título | Producer(s) | Duración |  |
| 18.                                                          | «True» | will.i.am   | 3:45     |  |

| The Dutchess – Japanese limited deluxe edition (bonus DVD) |                                              |          |  |
| N.º                                                        | Título                                       | Duración |  |
| 1.                                                         | «London Bridge» (music video)                |          |  |
| 2.                                                         | «Fergalicious» (con will.i.am) (music video) |          |  |
| 3.                                                         | «Glamorous» (con Ludacris) (music video)     |          |  |

| The Dutchess +3 – bonus tracks |                                                  |                           |          |  |
| N.º                            | Título                                           | Producer(s)               | Duración |  |
| 18.                            | «Pick It Up» (con will.i.am)                     | Harris will.i.am Fair     | 4:34     |  |
| 19.                            | «Personal» (Big Girls Remix) (con Sean Kingston) | will.i.am Fair J.R. Rotem | 3:53     |  |
| 20.                            | «Clumsy» (Remix)                                 | will.i.am Pajon Jr.       | 3:31     |  |

| The Dutchess – Australian tour edition |                                                            |                                 |          |  |
| N.º                                    | Título                                                     | Producer(s)                     | Duración |  |
| 18.                                    | «Personal» (Big Girls Don't Cry Remix) (con Sean Kingston) | will.i.am Fair Rotem            | 3:53     |  |
| 19.                                    | «Clumsy» (Pajon Rock Mix)                                  | will.i.am Pajon Jr.             | 3:29     |  |
| 20.                                    | «Clumsy» (Collipark Remix) (con Soulja Boy)                | Mr. Collipark The Package Store | 3:52     |  |

| The Dutchess Deluxe (bonus tracks) |                                                            |                                 |          |  |
| N.º                                | Título                                                     | Producer(s)                     | Duración |  |
| 14.                                | «Barracuda»                                                | will.i.am                       | 4:39     |  |
| 15.                                | «Party People» (Nelly and Fergie)                          | Polow da Don                    | 4:02     |  |
| 16.                                | «Clumsy» (Collipark Remix) (featuring Soulja Boy Tell 'Em) | Mr. Collipark The Package Store | 3:52     |  |
| 17.                                | «Labels or Love»                                           | Salaamremi.com                  | 3:51     |  |

| The Dutchess Deluxe – Japanese edition bonus DVD |                                                        |          |  |
| N.º                                              | Título                                                 | Duración |  |
| 1.                                               | «Fergalicious» (con will.i.am) (music video)           |          |  |
| 2.                                               | «Glamorous» (con Ludacris) (music video)               |          |  |
| 3.                                               | «Big Girls Don't Cry» (music video)                    |          |  |
| 4.                                               | «Big Girls Don't Cry» (extended version) (music video) |          |  |
| 5.                                               | «London Bridge» (music video)                          |          |  |
| 6.                                               | «Making of Clumsy» (video)                             |          |  |
| 7.                                               | «Clumsy» (music video)                                 |          |  |

## Charts

### Weekly charts
| Chart (2006–2008)                  | Peak position |
| ---------------------------------- | ------------- |
| Australia (ARIA)                   | 1             |
| Australia (ARIA)                   | 1             |
| Austria (Ö3 Austria)               | 17            |
| Bélgica (Ultratop Flandes)         | 45            |
| Bélgica (Ultratop Valonia)         | 63            |
| Canadá (Billboard Canadian Albums) | 4             |
| Dinamarca (Hitlisten)              | 27            |
| Países Bajos (Album Top 100)       | 46            |
| Francia (SNEP)                     | 44            |
| Alemania (Offizielle Top 100)      | 11            |
| Irlanda (IRMA)                     | 9             |
| Italia (FIMI)                      | 29            |
| Japón (Oricon)                     | 3             |
| Nueva Zelanda (RMNZ)               | 2             |
| Noruega (VG‑lista)                 | 17            |
| Polonia (ZPAV)                     | 14            |
| Portugal (AFP)                     | 25            |
| Escocia (Scottish Albums Chart)    | 19            |
| España (Promusicae)                | 93            |
| Suecia (Sverigetopplistan)         | 35            |
| Suiza (Schweizer Hitparade)        | 11            |
| Taiwán (Five Music)                | 1             |
| Reino Unido (UK Albums Chart)      | 18            |
| Reino Unido (UK R&B Albums)        | 1             |
| Estados Unidos (Billboard 200)     | 2             |
| Estados Unidos (Billboard 200)     | 46            |

### Year-end charts
| Chart (2006)                    | Position |
| ------------------------------- | -------- |
| Estados Unidos US Billboard 200 | 115      |

| Chart (2007)                    | Position |
| ------------------------------- | -------- |
| Australia (ARIA)                | 5        |
| Nueva Zelanda (RIANZ)           | 28       |
| Reino Unido UK Albums (OCC)     | 85       |
| Estados Unidos US Billboard 200 | 3        |

| Chart (2008)                    | Position |
| ------------------------------- | -------- |
| Australia (ARIA)                | 64       |
| Estados Unidos US Billboard 200 | 45       |

### Decade-end chart
| Chart (2000–09)  | Position |
| ---------------- | -------- |
| Australia (ARIA) | 94       |

### Certificaciones
| País/Territorio | Simbolización | Ventas certificadas |
| --------------- | ------------- | ------------------- |
| Alemania        | Oro           | 100.000^            |
| Australia       | 3× Platino    | 70.000^             |
| Brasil          | Platino       | 80.000^             |
| Canadá          | 3× Platino    | 240.000^            |
| Dinamarca       | Oro           | 10.000×             |
| Japón           | Platino       | 250.000^            |
| México          | Oro           | 30.000×             |
| Nueva Zelanda   | Platino       | 15.000^             |
| Rusia           | 3× Platino    | 150.000^            |
| Reino Unido     | Platino       | 300.000             |
| Estados Unidos  | 3× Platino    | 3.000.000^          |

## Historial de Lanzamiento
| País           | Fecha                    | Edición                | Formato          | Discográfica    | Ref.    |
| -------------- | ------------------------ | ---------------------- | ---------------- | --------------- | ------- |
| Japón          | 13 de septiembre de 2006 | Standard               | CD               | Universal Music |         |
| Reino Unido    | 18 de septiembre de 2006 | Standard               | CD               | Polydor         |         |
| Canadá         | 19 de septiembre de 2006 | Standard               | CD               | Universal Music |         |
| Nueva Zelanda  | 19 de septiembre de 2006 | Standard               | CD               | Universal Music | [ 124 ] |
| Estados Unidos | 19 de septiembre de 2006 | Standard               | CD               | will.i.am A&M   |         |
| Alemania       | 22 de septiembre de 2006 | Standard               | CD               | Universal Music |         |
| Brasil         | 25 de octubre de 2006    | International standard | Descarga digital | Universal Music | [ 125 ] |
| Japón          | 7 de marzo de 2007       | Deluxe (Limited)       | CD+DVD           | Universal Music |         |
| Japón          | 7 de noviembre de 2007   | The Dutchess +3        | CD               | Universal Music |         |
| Dinamarca      | 26 de mayo de 2008       | Deluxe                 | CD               | Universal Music | [ 126 ] |
| Suecia         | 26 de mayo de 2008       | Deluxe                 | CD               | Universal Music | [ 127 ] |
| Canadá         | 27 de mayo de 2008       | Deluxe                 | CD               | Universal Music |         |
| Estados Unidos | 27 de mayo de 2008       | Deluxe                 | CD               | will.i.am A&M   |         |
| Japón          | 31 de mayo de 2008       | Deluxe                 | CD+DVD           | Universal Music |         |
| Japón          | 4 de marzo de 2009       | The Dutchess +3        | CD               | Universal Music |         |
| Japón          | 4 de agosto de 2010      | The Dutchess +3        | CD               | Universal Music |         |
| Japón          | 17 de octubre de 2012    | The Dutchess +3        | SHM-CD           | Universal Music |         |
| Estados Unidos | 21 de octubre de 2016    | Standard               | LP               | Interscope      |         |